# Idaea calcearia
Idaea calcearia är en fjärilsart som beskrevs av Mann 1849. Idaea calcearia ingår i släktet Idaea och familjen mätare. Inga underarter finns listade i Catalogue of Life.